# وینگام، نیو ساوت ولز
وینگام (به انگلیسی: Wingham) یک شهرک در استرالیا است که در نیو ساوت ولز واقع شده‌است.